# Qaḑā' Ghawr al Mazra‘ah
Qaḑā' Ghawr al Mazra‘ah (arabiska: قضاء غور المزرعة) är en kommun i Jordanien.   Den ligger i guvernementet Karak, i den centrala delen av landet, 80 km söder om huvudstaden Amman.